# Igreja Católica em Uganda
A Igreja Católica em Uganda (português brasileiro) ou no Uganda (português europeu) é parte da Igreja Católica universal, em comunhão com a liderança espiritual do Papa, em Roma, e da Santa Sé.

## História
Os padres brancos chegaram ao atual território ugandês e começaram a evangelização em 1879. O zelo dos primeiros conversos ajudou a espalhar a fé católica rapidamente, embora também tenha levado à rivalidade e ao faccionismo. A perseguição de 1885 a 1887 produziu os 22 mártires de Uganda, canonizados em 1964. Em 1888, os católicos somavam 8.500. As guerras civis entre muçulmanos e cristãos, e mais tarde entre ingleses (protestantes) e franceses (católicos), interromperam as atividades missionárias por alguns anos, mas em 1890 a região estava sob controle britânico. Em 1894, os missionários de Mill Hill tomaram conta do leste de Uganda e os padres de Verona, no norte. Seus esforços foram bem-sucedidos: em 1905 os católicos já somavam 86.000 e em 1923, 375.000. Joseph Kiwánuka, consagrado em 1939, tornou-se o primeiro bispo nativo ugandês dos tempos modernos. A hierarquia foi criada em 1953, com a Arquidiocese de Rubaga como única sede metropolitana.

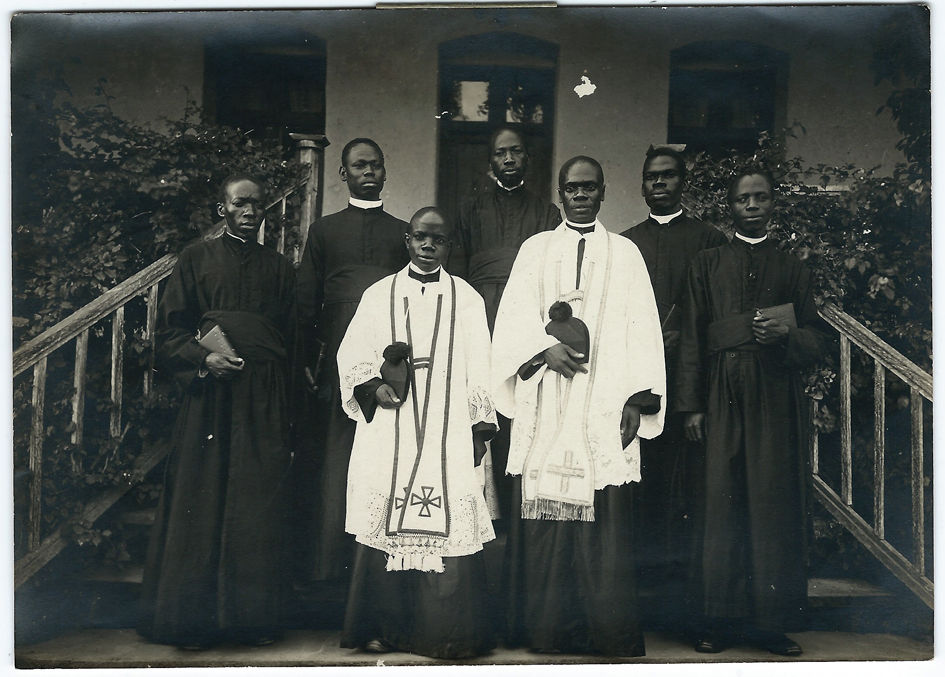
Foto de padres ugandeses, tirada por volta de 1920.

Em 9 de outubro de 1962, Uganda se tornou a independente da Grã-Bretanha. Um golpe militar realizado em 1971 levou o ditador Idi Amin ao poder, e com ele uma severa repressão da sociedade e da Igreja. Mais de 300.000 pessoas foram mortas sob o regime brutal de Amin, muitos deles católicos. Enquanto Amin era deposto, no início de 1979, as guerrilhas ativas no norte e sudoeste continuaram a perturbar a estabilidade do país, e o número de mortos sob o governo de Milton Obote atingiu 100.000 vidas. Os líderes da Igreja permaneciam alertas em seus esforços para abordar publicamente a desconsideração do governo pelos direitos humanos, e também foram forçados a organizar seus recursos contra uma nova devastação: a disseminação da AIDS, que estava afetando cada vez mais a população de Uganda.
Os esforços da Igreja para alcançar os grupos tribais em guerra da nação foram incentivados pelo Papa São João Paulo II, que observou durante um encontro com os bispos de Uganda em 1997. Ele afirmou que "as rivalidades tribais e hostilidades étnicas não podem ter lugar na Igreja de Deus e entre seu povo santo". Em junho de 1999, o grupo católico Sant'Egidio obteve sucesso em seus esforços para levar a paz entre o governo e um grupo insurgente que mantinha 109 estudantes de uma escola católica como reféns por mais de um ano.

## Atualmente
Em 2000, Uganda contava 384 paróquias, que eram atendidas por 1.110 padres diocesanos e 335 religiosos. Através do trabalho de 455 irmãos e 2.800 irmãs. As missões católicas operavam hospitais, dispensários, leprosários, uma escola para cegos e centros de treinamento para assistentes sociais. 3.350 escolas primárias católicas e 425 escolas secundárias no Uganda; instituições educacionais públicas não oferecem aulas de religião. Os problemas enfrentados pelos líderes da Igreja no século XXI incluíram os esforços de um ministro de Uganda para legalizar a prostituição, a introdução de uma pílula abortiva pelo governo e atividades contínuas de várias forças rebeldes que frequentemente focam seus ataques na Igreja. Em 2001, a Santa Sé realizou a doação de US$ 500.000 em esforços para combater a AIDS no Uganda. A Igreja mantém relações amigáveis com membros de outras religiões e com o Estado.

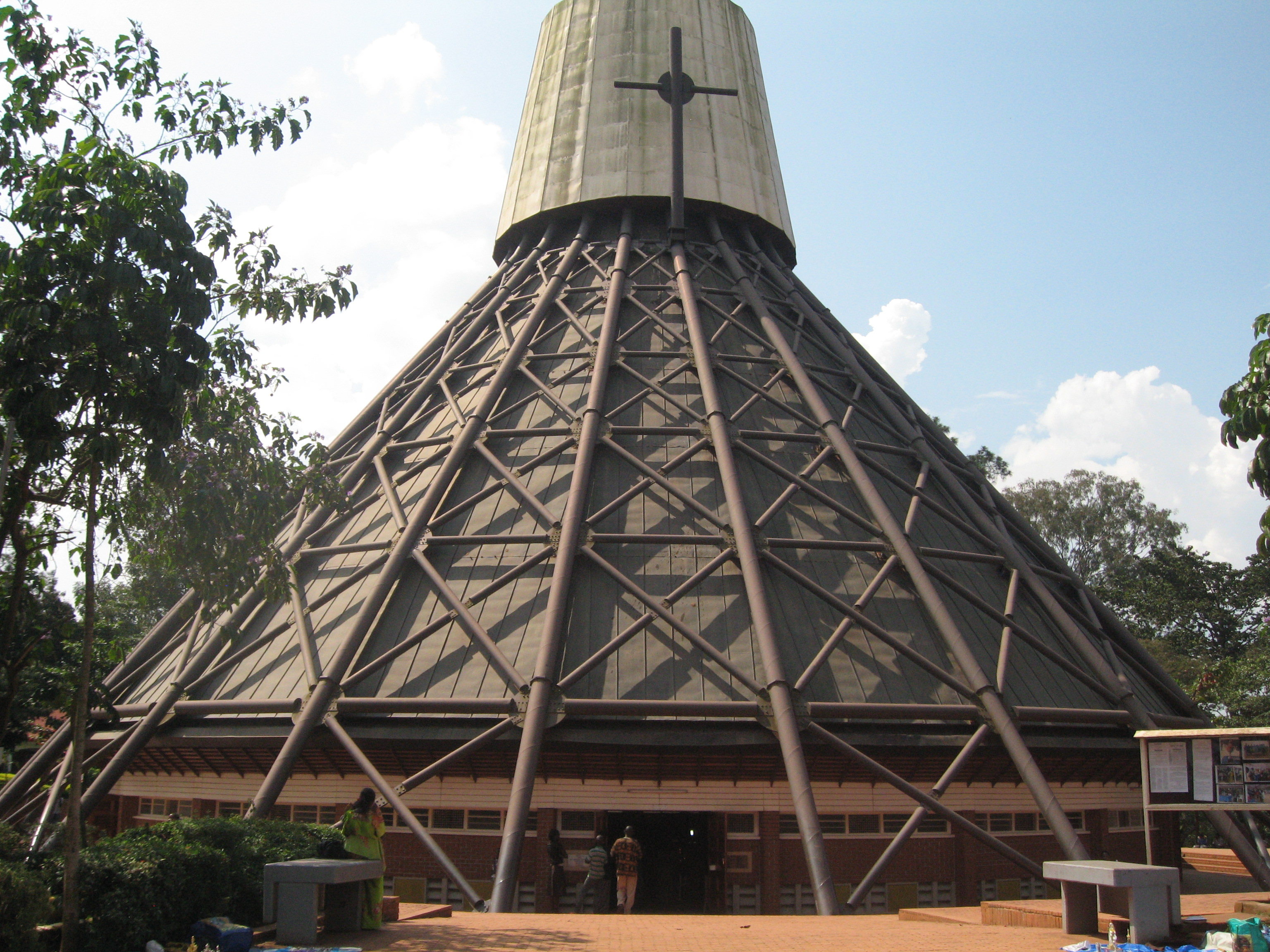
Basílica dos Mártires de Uganda, em Namugongo.

O governo tem tentado aprovar legislações visando diminuir a autonomia dos grupos religiosos e aumentar o controle estatal sobre eles, como estabelecer uma regulamentação de grupos religiosos, a de proibir a pregação religiosa na rua, e a de uso de sistemas de som e a "poluição sonora" que eles causam (seguindo o mesmo que foi feito no vizinho Ruanda). Uganda também tem visto o aumento do islamismo radical na região oriental do país, onde os tabliqs avançam em áreas como Mbale, Kasese, Arua e Yumbe. Cristãos convertidos do islã enfrentam pressão familiar e da comunidade local, assédio moral, e algumas vezes, acompanhados por expulsão, agressões físicas e até assassinatos. Possuir materiais cristãos ou discutir a fé cristã com membros da família ou da comunidade também é arriscado, sobretudo nas regiões orientais do país, onde há maior prevalência de muçulmanos. Há também relatos de convertidos envenenados, expulsos de casas e marginalizados.
Em 2017, o arcebispo de Gulu criticou defensores da ordenação de mulheres ao sacerdócio, alegando: "A Igreja Católica tira os seus sacerdotes dentre os homens. Não deveria haver mais debate sobre o assunto de as mulheres aspirarem ao sacerdócio também. Jesus Cristo foi um homem. Se quisesse mulheres no sacerdócio, Cristo teria ordenado a sua mãe, Maria, primeiramente, mas não o fez". No dia 5 de fevereiro de 2020, a Conferência Episcopal de Uganda anunciou a inauguração da primeira emissora de televisão católica do país, chamada Televisão Católica de Uganda (em inglês:  Uganda Catholic Television – UCTV), que, por enquanto, se limita a emitir seu sinal de cobertura a 60 km da capital, Campala, sendo considerada uma fase experimental. Ainda assim, a Conferência já tem planos de expansão do sinal para todo o território ugandês.

## Organização territorial

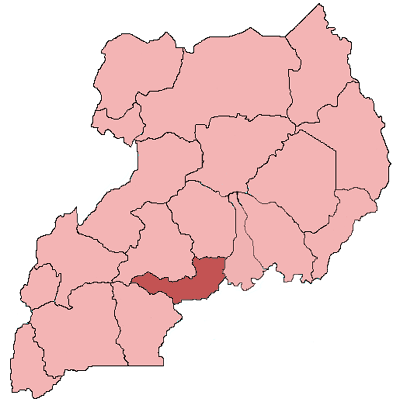
Mapa das circunscrições de Uganda, com destaque para a Arquidiocese de Campala.

O catolicismo está presente no país com 20 circunscrições, sendo quatro arquidioceses, 15 dioceses e um ordinariato militar. Todas estão listadas abaixo, de acordo com sua província eclesiástica:
| - Gulu - Arua - Lira - Nebbi | - Campala - Kasana–Luweero - Kiyinda–Mityana - Lugazi - Masaka | - Mbabara - Fort Portal - Hoima - Kabale - Kasase | - Tororo - Jinja - Kotido - Moroto - Soroti | - Ordinariato Militar de Uganda |

## Conferência Episcopal
A reunião dos bispos do país forma a Conferência Episcopal de Uganda, que foi criada em 1969.

## Nunciatura Apostólica
A Nunciatura Apostólica de Uganda foi criada em 2 de setembro de 1966.

## Visitas papais
O país foi visitado pelo Papa São Paulo VI entre os dias 31 de julho e 2 de agosto de 1969. Entre 5 e 10 de fevereiro de 1993 uma nova viagem apostólica ao país ocorreu, desta vez pelo Papa São João Paulo II, que também incluiu em seu roteiro o Benim e o Sudão. Por fim, em uma terceira ocasião, Uganda foi visitada pelo Papa Francisco, entre 27 e 29 de novembro de 2015, juntamente com Quênia e República Centro-Africana. Francisco celebrou uma missa na Basílica dos Mártires de Uganda, em Namugongo, onde estiveram presentes cerca de 100 mil pessoas para participar da celebração. Com relação aos mártires, o Pontífice afirmou:
| “ | Desde a Idade Apostólica até aos nossos dias, surgiu um grande número de testemunhas que proclamam Jesus e manifestam a força do Espírito Santo. Hoje lembramos, com gratidão, o sacrifício dos mártires ugandeses, cujo testemunho de amor a Cristo e à sua Igreja chegou, justamente, até «aos confins do mundo». Recordamos também os mártires anglicanos, cuja morte por Cristo dá testemunho do ecumenismo do sangue. Todas estas testemunhas cultivaram o dom do Espírito Santo na sua vida e, livremente, deram testemunho da sua fé em Jesus Cristo, mesmo a preço da vida, e vários deles numa idade muito jovem. | ” |
|   | — Papa Francisco na missa dedicada à memória dos Mártires de Uganda. |   |

## Santos

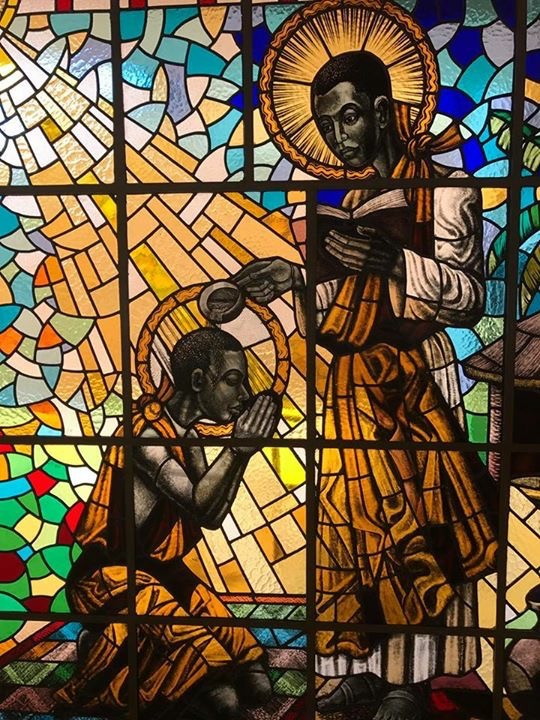
Foto de um vitral que retrata o batismo de Kizito por São Charles Lwanga, ambos mártires de Uganda.

- 22 Mártires de Uganda, listados abaixo:[20]
  - Achilleus Kiwanuka
  - Adolphus Ludigo-Mukasa
  - Ambrosius Kibuuka
  - Anatoli Kiriggwajjo
  - Andrew Kaggwa
  - Antanansio Bazzekuketta
  - Bruno Sserunkuuma
  - Charles Lwanga
  - Denis Ssebuggwawo Wasswa
  - Gonzaga Gonza
  - Gyavira Musoke
  - James Buuzaabalyaawo
  - John Maria Muzeeyi
  - Joseph Mukasa
  - Kizito
  - Lukka Baanabakintu
  - Matiya Mulumba
  - Mbaga Tuzinde
  - Mugagga Lubowa
  - Mukasa Kiriwawanvu
  - Nowa Mawaggali
  - Ponsiano Ngondwe

### Beatos
- David Okelo[21]
- Gildo Irwa[21]